# Bellvís
Bellvís település Spanyolországban, Lleida tartományban. Bellvís Bellcaire d’Urgell, Linyola, Vallfogona de Balaguer, Térmens, El Poal, El Palau d'Anglesola, Bell-lloc d’Urgell és Vilanova de la Barca községekkel határos. Lakosainak száma 2269 fő (2024).

## Népesség
A település lakosságának változását az alábbi diagram mutatja:
| Lakosok száma | 148  | 1794 | 2671 | 2723 | 2304 | 2207 | 2481 | 2342 | 2255 | 2269 |
|               | 1717 | 1887 | 1936 | 1960 | 1986 | 2004 | 2009 | 2014 | 2019 | 2024 |